# Desafío 2015: India, la reencarnación
Desafío 2015: India, la reencarnación, fue la duodécima temporada del reality show colombiano Desafío, producido y transmitido por Caracol Televisión. Su presentadora es Margarita Rosa de Francisco, quien llega a su novena participación como presentadora en dicho reality. El premio a otorgar es un total de COL$ 600 000 000. Este reality cumple 12 años de transmisión.
La premisa del concurso consistió en que compitieron 24 participantes que ya han participado en ediciones anteriores.
Desarrollado en la India. Pondicherry, Chengalpattu, Thirukalukundram y Kanchipuram fueron algunas ciudades donde se llevaron a cabo grabaciones.

## Producción

India, lugar donde se llevó a cabo el reality

El programa salió oficialmente a la luz el día 22 de abril durante las transmisiones de Tu cara me suena mediante una nota periodística de la presentadora.
El Desafío se estrenó el 25 de mayo de 2015, una vez finalizado Tu cara me suena.

## Participantes
| Fusión  | Fusión       | Fusión       | Fusión       | Fusión       | Fusión       | Fusión       | Fusión       | Fusión       | Fusión       | Fusión       | Fusión       | Fusión       | Fusión                                                | Fusión                                          | Fusión | Fusión                  |
| Puesto  | Participante | Participante | Participante | Participante | Participante | Participante | Participante | Participante | Participante | Participante | Participante | Participante | Participante                                          | Pasada Participación                            | Edad   | Situación Actual        |
| ------- | ------------ | ------------ | ------------ | ------------ | ------------ | ------------ | ------------ | ------------ | ------------ | ------------ | ------------ | ------------ | ----------------------------------------------------- | ----------------------------------------------- | ------ | ----------------------- |
| 1       |              |              |              |              |              |              |              |              |              |              |              |              | Vanessa Posada Estudiante de ingeniería industrial.   | Desafío 2012 (10º)                              | 22     | Ganadora                |
| 2       |              |              |              |              |              |              |              |              |              |              |              |              | Pierine Peñaranda Modelo y Ama de casa.               | Desafío 2012 (5º)                               | 33     | Finalista               |
| 3       |              |              |              |              |              |              |              |              |              |              |              |              | Dawis Martínez Mantenimiento aeronáutico.             | Desafío 2012 (18º)                              | 29     | Semifinalista Eliminado |
| 4       |              |              |              |              |              |              |              |              |              |              |              |              | Hanny Mendoza Estudiante de Derecho.                  | Desafío 2011 (17º)                              | 25     | 19ª Eliminada           |
| 5       |              |              |              |              |              |              |              |              |              |              |              |              | Paula Andrea Betancourt Modelo y actriz.              | Desafío 2004 (1º)                               | 43     | 18ª Eliminada           |
| 6       |              |              |              |              |              |              |              |              |              |              |              |              | Maryluz López Tecnóloga en chocolatería.              | Desafío 2009 (4º)                               | 35     | 17ª Eliminada           |
| 7       |              |              |              |              |              |              |              |              |              |              |              |              | Jonathan Cure Turismo.                                | Desafío 2010 (2º)                               | 27     | Abandona                |
| 8       |              |              |              |              |              |              |              |              |              |              |              |              | George Monti Periodista.                              | Desafío 2014 (21º)                              | 24     | 15° Eliminado           |
| 9       |              |              |              |              |              |              |              |              |              |              |              |              | Juan David Posada Modelo.                             | Desafío 2004 (7º) Desafío 2005                  | 36     | 14° Eliminado           |
| Etapa 2 |              |              |              |              |              |              |              |              |              |              |              |              |                                                       |                                                 |        |                         |
| 10      |              |              |              |              |              |              |              |              |              |              |              |              | Hassam Gómez Humorista.                               | Desafío 2013 (14º)                              | 38     | Abandona                |
| 11      |              |              |              |              |              |              |              |              |              |              |              |              | Tatiana Rueda Artista.                                | Desafío 2006                                    | 35     | 12ª Eliminada           |
| 12      |              |              |              |              |              |              |              |              |              |              |              |              | Marlon Restrepo Bailarín y cantante.                  | Expedición Robinson 2001 (2º) Desafío 2004 (4º) | 39     | 11º Eliminado           |
| 13      |              |              |              |              |              |              |              |              |              |              |              |              | Tatiana De Los Ríos Modelo y actriz.                  | Desafío 2005 (1º)                               | 35     | 10ª Eliminada           |
| 14      |              |              |              |              |              |              |              |              |              |              |              |              | Jonathan Aarón Hurtado Abogado.                       | Desafío 2013 (17º)                              | 29     | 9º Eliminado            |
| 15      |              |              |              |              |              |              |              |              |              |              |              |              | Faustino Asprilla Exfutbolista.                       | Desafío 2005                                    | 45     | Retirado                |
| 16      |              |              |              |              |              |              |              |              |              |              |              |              | Julián Arias Fumigador.                               | Desafío 2013 (12º)                              | 34     | 7º Eliminado            |
| Etapa 1 |              |              |              |              |              |              |              |              |              |              |              |              |                                                       |                                                 |        |                         |
| 17      |              |              |              |              |              |              |              |              |              |              |              |              | Carolina Trujillo Community Manager.                  | Desafío 2008 (4º)                               | 30     | 6ª Eliminada            |
| 18      |              |              |              |              |              |              |              |              |              |              |              |              | Tatiana Arango Ama de casa, modelo y actriz.          | Desafío 2011 (3º)                               | 27     | Renuncia                |
| 19      |              |              |              |              |              |              |              |              |              |              |              |              | Rolando Patarroyo Latonero.                           | Expedición Robinson 2001 (1º)                   | 39     | 4º Eliminado            |
| 20      |              |              |              |              |              |              |              |              |              |              |              |              | Alejandro Herrera Fotógrafo profesional y deportista. | Desafío 2013 (2º)                               | 30     | Expulsado               |
| 21      |              |              |              |              |              |              |              |              |              |              |              |              | Akemi Nakamura Modelo.                                | Desafío 2010 (13º)                              | 32     | 2ª Eliminada            |
| 22      |              |              |              |              |              |              |              |              |              |              |              |              | Cindy Jiménez Modelo.                                 | Desafío 2013 (4º)                               | 23     | 1.ros Eliminados        |
| 22      |              |              |              |              |              |              |              |              |              |              |              |              | Marie Christine Echávez Ama de casa.                  | Desafío 2009 (14º)                              | 29     | 1.ros Eliminados        |
| 22      |              |              |              |              |              |              |              |              |              |              |              |              | Daniel Tirado Escalador y reportero de viajes.        | Desafío 2011 (5º)                               | 30     | 1.ros Eliminados        |

Notas
1. 1 2 3  El participante regresa al desafío.
2. ↑  El participante se retira por lesión.
3. ↑  El participante renuncia y abandona el juego.
4. ↑  El participante fue expulsado por agredir a su compañero George Monti.

     El participante llega más lejos en la competencia de lo que lo que hizo en la temporada en la que debutó.
- Semana 1 - 5:

     Participante del equipo Elefantes.
     Participante del equipo Tigres.
     Participante del equipo Cocodrilos.
- Semana 6 - 13:

     Participante del equipo Águilas.
     Participante del equipo Cobras.
- Semana 14 - Final:

     Participante del equipo Ratas (Competencia individual).

### Distribución de equipos
- Los concursantes fueron recibidos a las 9:30 a. m., allí Margarita Rosa de Francisco les índico que eligieran un animal como amuleto. Los que eligieron los animales de tigres (naranja), cocodrilos (verde) y elefantes (azul), serían los capitanes de los equipos y tendrían que escoger su equipo. El nombre del animal sería el nombre del equipo.
- En la segunda etapa fueron dos equipos las águilas (amarillo) y las cobras (morado).
- A partir de la fusión el único equipo obtuvo el nombre llamado ratas (blanco).

| Etapa 1             | Etapa 1                 | Etapa 1                 | Etapa 1      |
| Equipos             | Competidores            | Competidores            | Competidores |
| ------------------- | ----------------------- | ----------------------- | ------------ |
| Tigres              |                         |                         |              |
| Julián Arias        | Tatiana De Los Ríos     | Tatiana Rueda           |              |
| Akemi Nakamura      | Vanessa Posada          | Alejandro Herrera       |              |
| George Monti        | Daniel Tirado           |                         |              |
| Elefantes           |                         |                         |              |
| Juan David Posada   | Hassam Gómez            | Paula Andrea Betancourt |              |
| Maryluz López       | Hanny Mendoza           | Rolando Patarroyo       |              |
| Marlon Restrepo     | Marie Christine Echávez |                         |              |
| Cocodrilos          |                         |                         |              |
| Jonathan Cure       | Carolina Trujillo       | Tatiana Arango          |              |
| Pierine Peñaranda   | Faustino Asprilla       | Dawis Martínez          |              |
| Jonathan Hurtado    | Cindy Jiménez           |                         |              |
| Etapa 2             |                         |                         |              |
| Águilas             |                         |                         |              |
| Tatiana de los Ríos | George Monti            | Pierine Peñaranda       |              |
| Julián Arias        | Paula Andrea Betancourt | Juan David Posada       |              |
| Faustino Asprilla   | Hanny Mendoza           |                         |              |
| Cobras              |                         |                         |              |
| Hassam Gómez        | Dawis Martínez          | Maryluz López           |              |
| Marlon Restrepo     | Tatiana Rueda           | Vanessa Posada          |              |
| Jonathan Hurtado    | Jonathan Cure           |                         |              |
| Etapa 3             |                         |                         |              |
| Equipo              | Competidores            | Competidores            | Competidores |
| Ratas               |                         |                         |              |
| Maryluz López       | Dawis Martínez          | Jonathan Cure           |              |
| Pierine Peñaranda   | Paula Andrea Betancourt | Juan David Posada       |              |
| Hanny Mendoza       | Vanessa Posada          | George Monti            |              |

     Participante Eliminado.
     Participante que pasó a la siguiente fase.
     Participante ganador/a.

## Resultados generales
| Competidor | Competidor | Competidor | Competidor | Competidor | Competidor | Competidor     | 1         | 2         | 3         | 4         | 5         | 6        | 7         | 8         | 9         | 10        | 11        | 12        | 13       | 14        | 15        | 16       | 17        | 18        | 19        | 20        | 21       |        |        |          |      |      |           |          |
| Competidor | Competidor | Competidor | Competidor | Competidor | Competidor | Competidor     | Etapa 1   | Etapa 1   | Etapa 1   | Etapa 1   | Etapa 1   | Etapa 2  | Etapa 2   | Etapa 2   | Etapa 2   | Etapa 2   | Etapa 2   | Etapa 2   | Etapa 2  | Fusión    | Fusión    | Fusión   | Fusión    | Fusión    | Fusión    | Fusión    | Fusión   |        |        |          |      |      |           |          |
| ---------- | ---------- | ---------- | ---------- | ---------- | ---------- | -------------- | --------- | --------- | --------- | --------- | --------- | -------- | --------- | --------- | --------- | --------- | --------- | --------- | -------- | --------- | --------- | -------- | --------- | --------- | --------- | --------- | -------- | ------ | ------ | -------- | ---- | ---- | --------- | -------- |
| Competidor | Competidor | Competidor | Competidor | Competidor | Competidor | Competidor     |           |           |           |           |           |          | Vanessa   | Continúa  | Pierde    | Pierde    | Pierde    | Salvada   | Pierde   | Gana      | Pierde    | Gana     | Pierde    | Gana      | Continúa  | Ingresa   | Pierde   | Pierde | Pierde | Nominada | Gana | Gana | Finalista | Ganadora |
|            |            |            |            |            |            | Pierine        | Pierde    | Nominada  | Gana      | Gana      | Continúa  | Gana     | Pierde    | Gana      | Pierde    | Gana      | Pierde    | Gana      | Pierde   | Pierde    | Pierde    | Pierde   | Pierde    | Pierde    | Gana      | Finalista | 2° Lugar |        |        |          |      |      |           |          |
|            |            |            |            |            |            | Dawis          | Pierde    | Continúa  | Gana      | Gana      | Continúa  | Pierde   | Gana      | Pierde    | Gana      | Pierde    | Gana      | Pierde    | Gana     | Pierde    | Gana      | Nominado | Gana      | Pierde    | Nominado  | Eliminado |          |        |        |          |      |      |           |          |
|            |            |            |            |            |            | Hanny          | Gana      | Gana      | Continúa  | Continúa  | Gana      | Gana     | Pierde    | Gana      | Pierde    | Pierde    | Gana      | Nominada  | Gana     | Pierde    | Pierde    | Pierde   | Pierde    | Nominada  | Eliminada |           |          |        |        |          |      |      |           |          |
|            |            |            |            |            |            | Paula          | Gana      | Gana      | Continúa  | Continúa  | Gana      | Gana     | Pierde    | Gana      | Pierde    | Pierde    | Gana      | Pierde    | Gana     | Pierde    | Nominada  | Pierde   | Pierde    | Eliminada |           |           |          |        |        |          |      |      |           |          |
|            |            |            |            |            |            | Maryluz        | Gana      | Gana      | Continúa  | Nominada  | Gana      | Pierde   | Gana      | Pierde    | Gana      | Gana      | Pierde    | Gana      | Pierde   | Nominada  | Pierde    | Gana     | Eliminada |           |           |           |          |        |        |          |      |      |           |          |
|            |            |            |            |            |            | Jonathan C.    | Pierde    | Continúa  | Gana      | Gana      | Continúa  | Pierde   | Gana      | Pierde    | Gana      | Gana      | Nominado  | Gana      | Pierde   | Gana      | Pierde    | Abandona |           |           |           |           |          |        |        |          |      |      |           |          |
|            |            |            |            |            |            | George         | Continúa  | Salvado   | Salvado   | Pierde    | Nominado  | Gana     | Pierde    | Gana      | Nominado  | Gana      | Pierde    | Gana      | Nominado | Pierde    | Eliminado |          |           |           |           |           |          |        |        |          |      |      |           |          |
|            |            |            |            |            |            | Juan David     | Gana      | Gana      | Continúa  | Continúa  | Gana      | Gana     | Pierde    | Gana      | Pierde    | Nominado  | Gana      | Pierde    | Gana     | Eliminado |           |          |           |           |           |           |          |        |        |          |      |      |           |          |
|            |            |            |            |            |            | Hassam         | Gana      | Gana      | Continúa  | Continúa  | Gana      | Pierde   | Gana      | Pierde    | Gana      | Gana      | Pierde    | Gana      | Abandona |           |           |          |           |           |           |           |          |        |        |          |      |      |           |          |
|            |            |            |            |            |            | Tatiana R.     | Continúa  | Pierde    | Pierde    | Pierde    | Pierde    | Pierde   | Gana      | Eliminada | Regresa   | Continúa  | Continúa  | Eliminada |          |           |           |          |           |           |           |           |          |        |        |          |      |      |           |          |
|            |            |            |            |            |            | Marlon         | Gana      | Gana      | Continúa  | Continúa  | Gana      | Continúa | Continúa  | Ingresa   | Gana      | Gana      | Eliminado |           |          |           |           |          |           |           |           |           |          |        |        |          |      |      |           |          |
|            |            |            |            |            |            | Tatiana D.     | Continúa  | Eliminada | Regresa   | Salvada   | Pierde    | Gana     | Pierde    | Gana      | Continúa  | Eliminada |           |           |          |           |           |          |           |           |           |           |          |        |        |          |      |      |           |          |
|            |            |            |            |            |            | Jonathan H.    | Salvado   | Continúa  | Gana      | Gana      | Continúa  | Nominado | Gana      | Continúa  | Eliminado |           |           |           |          |           |           |          |           |           |           |           |          |        |        |          |      |      |           |          |
|            |            |            |            |            |            | Faustino       | Pierde    | Continúa  | Gana      | Gana      | Continúa  | Gana     | Nominado  | Gana      | Retirado  |           |           |           |          |           |           |          |           |           |           |           |          |        |        |          |      |      |           |          |
|            |            |            |            |            |            | Julián         | Continúa  | Pierde    | Nominado  | Eliminado | Regresa   | Gana     | Eliminado |           |           |           |           |           |          |           |           |          |           |           |           |           |          |        |        |          |      |      |           |          |
|            |            |            |            |            |            | Carolina       | Pierde    | Continúa  | Gana      | Gana      | Eliminada |          |           |           |           |           |           |           |          |           |           |          |           |           |           |           |          |        |        |          |      |      |           |          |
|            |            |            |            |            |            | Tatiana A.     | Nominada  | Continúa  | Gana      | Gana      | Renuncia  |          |           |           |           |           |           |           |          |           |           |          |           |           |           |           |          |        |        |          |      |      |           |          |
|            |            |            |            |            |            | Rolando        | Gana      | Gana      | Eliminado |           |           |          |           |           |           |           |           |           |          |           |           |          |           |           |           |           |          |        |        |          |      |      |           |          |
|            |            |            |            |            |            | Alejandro      | Continúa  | Pierde    | Expulsado |           |           |          |           |           |           |           |           |           |          |           |           |          |           |           |           |           |          |        |        |          |      |      |           |          |
|            |            |            |            |            |            | Akemi          | Eliminada |           |           |           |           |          |           |           |           |           |           |           |          |           |           |          |           |           |           |           |          |        |        |          |      |      |           |          |
|            |            |            |            |            |            | Cindy          | Sin Cupo  |           |           |           |           |          |           |           |           |           |           |           |          |           |           |          |           |           |           |           |          |        |        |          |      |      |           |          |
|            |            |            |            |            |            | Marie Cristine | Sin Cupo  |           |           |           |           |          |           |           |           |           |           |           |          |           |           |          |           |           |           |           |          |        |        |          |      |      |           |          |
|            |            |            |            |            |            | Daniel         | Sin Cupo  |           |           |           |           |          |           |           |           |           |           |           |          |           |           |          |           |           |           |           |          |        |        |          |      |      |           |          |

Etapa 1, 2 y Fusión
| Sub | El participante pierde en el juego de pre-salvación, por lo tanto no participa en el desafío de salvación. |
|     | El participante es uno de los dos ganadores de la batalla final. |
|     | El participante gana junto a su equipo el Desafío de Salvación y/o Desafío Final. El Participante gana el Desafío de Salvación y obtiene el brazalete de salvación. |
|     | El participante gana el desafío de salvación pero pierde el desafío final, va al juicio, pero ninguno de sus compañeros vota por él. |
|     | El participante es salvado por el equipo ganador. |
|     | El participante pierde junto a su equipo el desafío de salvación o el desafío final, y es nominado por sus compañeros en el juicio, pero no es sentenciado al recibir menor cantidad de votos. El participante pierde el desafío de salvación, y es nominado por sus compañeros en el juicio, pero no es sentenciado al recibir menor cantidad de votos.                    |
|     | El participante pierde junto a su equipo el desafío de salvación, va al juicio, pero ninguno de sus compañeros vota por él. |
|     | El participante pierde junto a su equipo el desafío de salvación y/o final, y es sentenciado por sus compañeros en el juicio al desafío a muerte. El Participante pierde el desafío de salvación y es sentenciado por sus compañeros en el juicio al desafío a muerte. El participante pierde el desafío de salvación y automáticamente es sentenciado al desafío a muerte. |
|     | El participante pierde junto a su equipo el desafío de salvación y es nominado por el sentenciado en el juicio al desafío a muerte. El participante es sentenciado por el ganador del desafío de salvación. |
|     | El participante acepta el reto del peregrino. |
|     | El participante logra superar el reto peregrino, por lo tanto asiste al siguiente Desafío a Muerte. |
|     | El participante gana el desafío a muerte después de haber cumplido el reto del peregrino. |
|     | El participante regresa a la competencia en reemplazo de un participante expulsado o de un participante que renunció. |
|     | El participante se retira del juego por lesión, enfermedad o accidente. |
|     | El Participante sale del juego por abandonar voluntariamente en el desafío a muerte. |
|     | El participante renuncia y abandona al desafío. |
|     | El participante incumple las reglas del desafío y es expulsado. |
|     | El participante pierde junto a su equipo el desafío de salvación y/o final, es sentenciado al desafío a muerte y posteriormente es eliminado de la competencia. El participante es sentenciado al desafío a muerte y posteriormente es eliminado de la competencia. |

## Competencias

### Desafío territorial
Esta vez las playas estarían divididas así:
- Casa Azul: Es un hotel con todas las comodidades donde los participantes serán atendidos como dioses. Esta es la versión de Playa Alta, donde irían los ganadores de la prueba.
- Pueblo de pescadores: Allí tendrán que convivir con una comunidad india (Tamiles) y acomodarse a sus costumbres. Esta es la versión de Playa Media, que se llevan el segundo lugar.
- Villenbour: Es una playa devastada por el Tsunami del Océano Índico de 2004, donde tendrán que convivir con su ambiente y ecosistema, entre los que se encuentran 5 de las especies de serpientes más peligrosas del mundo. Esta es la versión de "Playa Baja", donde irán los perdedores de la prueba.
- Áshram: A partir de Fusión, los participantes vivirán en un Áshram donde deberán cumplir ciertas reglas acordes al lugar.

| Etapa   | Semana | Casa Azul     | Pueblo de Pescadores | Villenbour |
| ------- | ------ | ------------- | -------------------- | ---------- |
| Etapa 1 | 1      | Cocodrilos    | Elefantes            | Tigres     |
| Etapa 1 | 2      | Cocodrilos    | Tigres               | Elefantes  |
| Etapa 1 | 3      | Tigres        | Elefantes            | Cocodrilos |
| Etapa 1 | 4      | Cocodrilos    | Elefantes            | Tigres     |
| Etapa 1 | 5      | Elefantes (*) | Tigres               | Cocodrilos |
| Etapa 1 | 5      | Tigres        | Cocodrilos           | Elefantes  |

(*) El equipo incumple las reglas y es enviado a Villenbour
| Etapa   | Semana | Casa Azul | Pueblo de Pescadores |
| ------- | ------ | --------- | -------------------- |
| Etapa 2 | 6      | Águilas   | Cobras               |
| Etapa 2 | 7      | Águilas   | Cobras               |
| Etapa 2 | 8      | Cobras    | Águilas              |
| Etapa 2 | 9      | Cobras    | Águilas              |
| Etapa 2 | 10     | Águilas   | Cobras               |
| Etapa 2 | 11     | Cobras    | Águilas              |
| Etapa 2 | 12     | Águilas   | Cobras               |
| Etapa 2 | 13     | Cobras    | Águilas              |

### Desafío de Capitanes
Durante la Etapa 1 y la Etapa 2 se realiza un Desafío de Capitanes donde cada equipo apostará cierto valor y el capitán que logre ganar la prueba se quedará con el dinero total de la apuesta.
| Etapa 1 | Etapa 1              | Etapa 1                 | Etapa 1                  | Etapa 1     | Etapa 1     | Etapa 1           |
| Semana  | Representante Tigres | Representante Elefantes | Representante Cocodrilos | Apuesta     | Total       | Ganador           |
| ------- | -------------------- | ----------------------- | ------------------------ | ----------- | ----------- | ----------------- |
| 1       | Julián Arias         | Hassam Gómez            | Jonathan Cure            | $ 5.000.000 | $15.000.000 | Jonathan Cure     |
| 2       | Vanessa Posada       | Hanny Mendoza           | Tatiana Arango           | $ 8.000.000 | $24.000.000 | Vanessa Posada    |
| 3       | Tatiana Rueda        | Paula Andrea Betancourt | Carolina Trujillo        | $10.000.000 | $30.000.000 | Tatiana Rueda     |
| 4       | Julián Arias         | Juan David Posada       | Jonathan Hurtado         | $12.000.000 | $36.000.000 | Juan David Posada |
| 5       | Tatiana De Los Ríos  | Hanny Mendoza           | Carolina Trujillo        | $15.000.000 | $45.000.000 | Carolina Trujillo |

A partir de la Etapa 2, el capitán elige a un miembro de su equipo como su escudero el cual le ayudará durante la prueba.
| Etapa 2 | Etapa 2                                | Etapa 2                      | Etapa 2     | Etapa 2      | Etapa 2                               |
| Semana  | Capitán Águilas y Escudero             | Capitán Cobras y Escudero    | Apuesta     | Total        | Ganadores                             |
| ------- | -------------------------------------- | ---------------------------- | ----------- | ------------ | ------------------------------------- |
| 6       | Pierine Peñaranda Julián Arias         | Maryluz López Dawis Martínez | $16.000.000 | $32.000.000  | Maryluz López Dawis Martínez          |
| 7       | Juan David Posada Tatiana De Los Ríos  | Jonathan Cure Vanessa Posada | $17.000.000 | $34.000.000  | Jonathan Cure Vanessa Posada          |
| 8       | Hanny Mendoza Paula Andrea Betancourt  | Tatiana Rueda Vanessa Posada | $18.000.000 | $36.000.000  | Hanny Mendoza Paula Andrea Betancourt |
| 9       | George Monti Pierine Peñaranda         | Dawis Martínez Maryluz López | $19.000.000 | $38.000.000  | George Monti Pierine Peñaranda        |
| 10      | Dawis Martínez                         | Jonathan Cure                | $20.000.000 | $40.000.000  | Dawis Martínez                        |
| 11      | Juan David Posada                      | Marlon Restrepo              | $30.000.000 | $60.000.000  | Juan David Posada                     |
| 12      | Vanessa Posada Dawis Martínez          | Maryluz López Jonathan Cure  | $40.000.000 | $80.000.000  | Maryluz López Jonathan Cure           |
| 13      | Dawis Martínez Paula Andrea Betancourt | Jonathan Cure Maryluz López  | $80.000.000 | $160.000.000 | Jonathan Cure Maryluz López           |

#### Dinero entregado en la etapa de fusión
En la fusión el dinero quedó distribuido de la siguiente manera:
| Participante | Total Dinero                                     |
| ------------ | ------------------------------------------------ |
| Maryluz      | $80.000.000                                      |
| Pierine      | $68.000.000                                      |
| Jonathan C.  | $49.000.000                                      |
| George       | $39.000.000                                      |
| Vanessa      | $30.000.000                                      |
| Juan David   | $19.000.000                                      |
| Dawis        | $13.000.000 (+$68.000.000 ganados en una prueba) |
| Hanny        | $10.000.000                                      |
| Paula Andrea | $10.000.000                                      |

### Desafío de Salvación
Etapa 1 y 2
Cada semana se hace una Desafío de Salvación, en el cual los equipos deben luchar por su permanencia y así evitar ser sentenciados.
| Etapa 1 | Etapa 1    | Etapa 1    | Etapa 1    | Etapa 1             | Etapa 1             |
| Semana  | Ganadores  | Segundos   | Terceros   | Salvado             | Sentenciado         |
| ------- | ---------- | ---------- | ---------- | ------------------- | ------------------- |
| 1       | Tigres     | Elefantes  | Cocodrilos | Jonathan Hurtado    | Tatiana Arango      |
| 2       | Cocodrilos | Elefantes  | Tigres     | George Monti        | Tatiana De Los Ríos |
| 3       | Cocodrilos | Elefantes  | Tigres     | George Monti        | Julián Arias        |
| 4       | Cocodrilos | Elefantes  | Tigres     | Tatiana De Los Ríos | Julián Arias        |
| 5       | Elefantes  | Cocodrilos | Tigres     | Vanessa Posada      | George Monti        |

A partir de la etapa 2, el segundo sentenciado es escogido por el primer sentenciado.
| Etapa 2 | Etapa 2   | Etapa 2    | Etapa 2           | Etapa 2             | Etapa 2 |
| Semana  | Ganadores | Perdedores | 1º Sentenciado    | 2º Sentenciado      |         |
| ------- | --------- | ---------- | ----------------- | ------------------- | ------- |
| 6       | Águilas   | Cobras (*) | Marlon Restrepo   | Jonathan Hurtado    |         |
| 7       | Cobras    | Águilas    | Faustino Asprilla | Julián Arias        |         |
| 8       | Águilas   | Cobras     | Tatiana Rueda     | Jonathan Hurtado    |         |
| 9       | Cobras    | Águilas    | George Monti      | Tatiana De Los Ríos |         |
| 10      | Cobras    | Águilas    | Tatiana Rueda     | Juan David Posada   |         |
| 11      | Águilas   | Cobras     | Marlon Restrepo   | Jonathan Cure       |         |
| 12      | Cobras    | Águilas    | Hanny Mendoza     | Vanessa Posada      |         |
| 13      | Águilas   | Cobras     | George Monti      | Hassam Gómez        |         |

(*) El equipo gana la prueba pero uno de sus participantes hizo trampa durante esta por lo tanto el equipo queda descalificado.
Fusión
- En la fusión hasta la semana 18, antes del Desafío de Salvación los participantes realizan un pequeño juego (pre-salvación), donde los que pierden no podrán competir en el Desafío de Salvación.

| Etapa de Fusión | Etapa de Fusión                 | Etapa de Fusión         | Etapa de Fusión         |
| Semana          | Descalificados en Pre-Salvación | Participantes Ganadores | Sentenciados            |
| --------------- | ------------------------------- | ----------------------- | ----------------------- |
| 14              | Hanny, Maryluz y Paula          | Jonathan Cure           | Maryluz López           |
| 15              | Jonathan C. y Paula             | Dawis Martínez          | Paula Andrea Betancourt |
| 16              | Jonathan C. y Pierine           | Maryluz López           | Dawis Martínez          |
| 17              | Hanny y Pierine                 | Dawis Martínez          | Maryluz López           |
| 18              | Hanny Mendoza                   | Vanessa Posada          | Paula Andrea Bentacourt |
| 19              |                                 | Vanessa y Pierine       | Hanny y Dawis           |

### Desafío Final
En la Etapa 1, los dos equipos ganadores del desafió de salvación compiten, donde el equipo perdedor sentencia al desafío a muerte a uno de sus integrantes mediante el juicio.
| Etapa 1 | Etapa 1    | Etapa 1    | Etapa 1           |
| Semana  | Ganadores  | Perdedores | Sentenciado       |
| ------- | ---------- | ---------- | ----------------- |
| 1       | Elefantes  | Tigres     | Akemi Nakamura    |
| 2       | Elefantes  | Cocodrilos | Pierine Peñaranda |
| 3       | Cocodrilos | Elefantes  | Rolando Patarroyo |
| 4       | Cocodrilos | Elefantes  | Maryluz López     |
| 5       | Elefantes  | Cocodrilos | Carolina Trujillo |

## Juicio
El equipo o participantes perdedores del desafío de salvación o final, mediante un juicio, determina quien de sus compañeros será el sentenciado al desafío a muerte.
| Semana                   | Semana                   | Semana                   | Semana                   | Semana                   | Semana                   | Semana                   | 1                    | 2                    | 3                 | 4                 | 5                  | 6                | 7                  | 8                    | 9                | 10                   | 11               | 12              | 13               | 14                   | 15               | 16                    | 17                | 18              |  |  |             |       |         |       |         |
| Semana                   | Semana                   | Semana                   | Semana                   | Semana                   | Semana                   | Semana                   | Etapa 1              | Etapa 1              | Etapa 1           | Etapa 1           | Etapa 1            | Etapa 2          | Etapa 2            | Etapa 2              | Etapa 2          | Etapa 2              | Etapa 2          | Etapa 2         | Etapa 2          | Fusión               | Fusión           | Fusión                | Fusión            | Fusión          |  |  |             |       |         |       |         |
| ------------------------ | ------------------------ | ------------------------ | ------------------------ | ------------------------ | ------------------------ | ------------------------ | -------------------- | -------------------- | ----------------- | ----------------- | ------------------ | ---------------- | ------------------ | -------------------- | ---------------- | -------------------- | ---------------- | --------------- | ---------------- | -------------------- | ---------------- | --------------------- | ----------------- | --------------- |  |  | ----------- | ----- | ------- | ----- | ------- |
| Semana                   | Semana                   | Semana                   | Semana                   | Semana                   | Semana                   | Semana                   | Salvado:             | Salvado:             | Salvado:          | Salvado:          | Salvado:           | Salvado:         | Salvado:           | Jonathan H.          | George           | George               | Tatiana D.       | Vanessa         |                  |                      |                  |                       |                   |                 |  |  | Jonathan C. | Dawis | Maryluz | Dawis | Vanessa |
|                          |                          |                          |                          |                          |                          | Vanessa                  | George               | Tatiana D.           | Julián            | George            | George             | Marlon           |                    | Jonathan H.          |                  | Paula                |                  | Paula           |                  | Juan David           | Hanny            | Jonathan C.           | Pierine           | Hanny           |  |  |             |       |         |       |         |
|                          |                          |                          |                          |                          |                          | Pierine                  | Tatiana A.           | Tatiana A.           |                   |                   | Jonathan H.        |                  | Faustino           |                      | Tatiana D.       |                      | Marlon           |                 | Hassam           | Juan David           | Hanny            | Vanessa               | Vanessa           | Hanny           |  |  |             |       |         |       |         |
|                          |                          |                          |                          |                          |                          | Dawis                    | Tatiana A.           | Carolina             |                   |                   | Carolina           | Marlon           |                    | Tatiana R.           |                  | Tatiana R.           |                  | Hanny           |                  | George               | George           | Vanessa               | Vanessa           | Hanny           |  |  |             |       |         |       |         |
|                          |                          |                          |                          |                          |                          | Hanny                    |                      |                      | Rolando           | Marlon            |                    |                  | Faustino           |                      | Tatiana D.       | Juan David           |                  | Vanessa         |                  | Juan David           | George           | Jonathan C.           | Vanessa           | Pierine         |  |  |             |       |         |       |         |
|                          |                          |                          |                          |                          |                          | Paula                    |                      |                      | Rolando           | Hassam            |                    |                  | Julián             |                      | George           | Dawis                |                  | Dawis           |                  | Juan David           | George           | Jonathan C.           | Vanessa           | Pierine         |  |  |             |       |         |       |         |
|                          |                          |                          |                          |                          |                          | Maryluz                  |                      |                      | Rolando           | Marlon            |                    | Marlon           |                    | Jonathan H.          |                  |                      | Marlon           |                 | George           | Juan David           | Jonathan C.      | Jonathan C.           | Pierine           |                 |  |  |             |       |         |       |         |
|                          |                          |                          |                          |                          |                          | Jonathan C.              | Carolina             | Pierine              |                   |                   | Carolina           | Marlon           |                    | Tatiana R.           |                  |                      | Marlon           |                 | George           | George               | George           | Vanessa               |                   |                 |  |  |             |       |         |       |         |
|                          |                          |                          |                          |                          |                          | George                   | Akemi                | Tatiana D.           | Julián            | Julián            | Tatiana D.         |                  | Faustino           |                      | Tatiana D.       |                      | Marlon           |                 | Hassam           | Juan David           | Hanny            |                       |                   |                 |  |  |             |       |         |       |         |
|                          |                          |                          |                          |                          |                          | Juan David               |                      |                      | Hanny             | Maryluz           |                    |                  | Julián             |                      | George           | Tatiana R.           |                  | Hanny           |                  | George               |                  |                       |                   |                 |  |  |             |       |         |       |         |
|                          |                          |                          |                          |                          |                          | Hassam                   |                      |                      | Rolando           | Maryluz           |                    | Marlon           |                    | Tatiana R.           |                  |                      | Jonathan C.      |                 | George           |                      |                  |                       |                   |                 |  |  |             |       |         |       |         |
|                          |                          |                          |                          |                          |                          | Tatiana R.               | Akemi                | Julián               | Julián            | Julián            | George             | Marlon           |                    | Jonathan H.          | George           | Dawis                |                  |                 |                  |                      |                  |                       |                   |                 |  |  |             |       |         |       |         |
|                          |                          |                          |                          |                          |                          | Marlon                   |                      |                      | Hanny             | Maryluz           |                    | Tatiana R.       |                    |                      |                  |                      | George           |                 |                  |                      |                  |                       |                   |                 |  |  |             |       |         |       |         |
|                          |                          |                          |                          |                          |                          | Tatiana D.               | George               | Alejandro            |                   | Julián            | George             |                  | George             |                      | George           |                      |                  |                 |                  |                      |                  |                       |                   |                 |  |  |             |       |         |       |         |
|                          |                          |                          |                          |                          |                          | Jonathan H.              | Pierine              | Carolina             |                   |                   | Carolina           | Marlon           |                    | Tatiana R.           |                  |                      |                  |                 |                  |                      |                  |                       |                   |                 |  |  |             |       |         |       |         |
|                          |                          |                          |                          |                          |                          | Faustino                 | Carolina             | Tatiana A.           |                   |                   | Carolina           |                  | Julián             |                      |                  |                      |                  |                 |                  |                      |                  |                       |                   |                 |  |  |             |       |         |       |         |
|                          |                          |                          |                          |                          |                          | Julián                   | Akemi                | Tatiana R.           | Alejandro         | Vanessa           |                    |                  | Faustino           |                      |                  |                      |                  |                 |                  |                      |                  |                       |                   |                 |  |  |             |       |         |       |         |
|                          |                          |                          |                          |                          |                          | Carolina                 | Faustino             | Pierine              |                   |                   | Jonathan H.        |                  |                    |                      |                  |                      |                  |                 |                  |                      |                  |                       |                   |                 |  |  |             |       |         |       |         |
|                          |                          |                          |                          |                          |                          | Tatiana A.               | Faustino             | Pierine              |                   |                   | Jonathan H.        |                  |                    |                      |                  |                      |                  |                 |                  |                      |                  |                       |                   |                 |  |  |             |       |         |       |         |
|                          |                          |                          |                          |                          |                          | Rolando                  |                      |                      | Hanny             |                   |                    |                  |                    |                      |                  |                      |                  |                 |                  |                      |                  |                       |                   |                 |  |  |             |       |         |       |         |
|                          |                          |                          |                          |                          |                          | Alejandro                | Tatiana R.           | Tatiana D.           | Julián            |                   |                    |                  |                    |                      |                  |                      |                  |                 |                  |                      |                  |                       |                   |                 |  |  |             |       |         |       |         |
|                          |                          |                          |                          |                          |                          | Akemi                    | Tatiana R.           |                      |                   |                   |                    |                  |                    |                      |                  |                      |                  |                 |                  |                      |                  |                       |                   |                 |  |  |             |       |         |       |         |
| Primer Sentenciado:      | Primer Sentenciado:      | Primer Sentenciado:      | Primer Sentenciado:      | Primer Sentenciado:      | Primer Sentenciado:      | Primer Sentenciado:      | Tatiana A. 2/7 votos | Tatiana D. 3/6 votos | Julián 4/5 votos  | Julián 3/5 votos  | George 3/4 votos   | Marlon 7/8 votos | Faustino 4/8 votos | Tatiana R. 4/7 votos | George 4/7 votos | Tatiana R. 2/6 votos | Marlon 4/6 votos | Hanny 2/5 votos | George 3/5 votos | Maryluz              | Paula            | Dawis                 | Maryluz           | Paula           |  |  |             |       |         |       |         |
| Segundo Sentenciado:     | Segundo Sentenciado:     | Segundo Sentenciado:     | Segundo Sentenciado:     | Segundo Sentenciado:     | Segundo Sentenciado:     | Segundo Sentenciado:     | Akemi 3/7 votos      | Pierine 3/7 votos    | Rolando 4/7 votos | Maryluz 3/6 votos | Carolina 4/7 votos | Jonathan H.      | Julián             | Jonathan H.          | Tatiana D.       | Juan David           | Johathan C.      | Vanessa         | Hassam           | Juan David 6/9 votos | George 4/8 votos | Jonathan C. 4/7 votos | Vanessa 4/6 votos | Hanny 3/5 votos |  |  |             |       |         |       |         |
| Sentenciado (Peregrino): | Sentenciado (Peregrino): | Sentenciado (Peregrino): | Sentenciado (Peregrino): | Sentenciado (Peregrino): | Sentenciado (Peregrino): | Sentenciado (Peregrino): |                      |                      |                   |                   |                    |                  | Marlon             | Marlon               | Jonathan H.      | Tatiana D.           | Tatiana R.       | Tatiana R.      | Vanessa          |                      |                  |                       |                   |                 |  |  |             |       |         |       |         |
| Eliminado:               | Eliminado:               | Eliminado:               | Eliminado:               | Eliminado:               | Eliminado:               | Eliminado:               | Akemi                | Tatiana D.           | Rolando           | Julián            | Carolina           |                  | Julián             | Tatiana R.           | Jonathan H.      | Tatiana D.           | Marlon           | Tatiana R.      | Hassam           | Juan David           | George           | Jonathan C.           | Maryluz           | Paula           |  |  |             |       |         |       |         |

1. ↑  El participante se retira del desafío por problemas de salud.
2. ↑  El Participante Renuncia del desafío.
3. ↑  El Participante fue Expulsado.
4. 1 2 3 4 5 6 7  El participante acepta el reto del peregrino.
5. 1 2 3  El participante regresa al desafío.

## Eliminación

### Desafío a Muerte
En la Etapa 1 los dos participantes que quedaron sentenciados se enfrentan entre sí donde el participante ganador continúa en la competencia, y el perdedor será eliminado. A partir de la Etapa 2 el participante que pierda el Desafío a Muerte tiene la opción de aceptar el Reto del Peregrino donde deberá sobrevivir en la India y cumplir unas misiones determinadas, si el participante logra cumplir el reto podrá volver al siguiente Desafío a Muerte a competir con los dos sentenciados correspondientes, donde el ganador continuará en la India, el segundo podrá aceptar el Reto del Peregrino y el tercero quedará automáticamente eliminado. En la fusión el primer sentenciado es escogido por el ganador del Desafío de Salvación y el segundo será el participante que tenga mayor número de votos en el juicio. 
Etapa 1 y 2
| Etapa 1 | Etapa 1                                | Etapa 1                                | Etapa 1                                |
| Semana  | Participantes (Orden según nominación) | Participantes (Orden según nominación) | Participantes (Orden según nominación) |
| Semana  | Participante 1                         | Participante 2                         | Eliminado                              |
| ------- | -------------------------------------- | -------------------------------------- | -------------------------------------- |
| 1       | Tatiana Arango                         | Akemi Nakamura                         | Akemi Nakamura                         |
| 2       | Tatiana De Los Ríos                    | Pierine Peñaranda                      | Tatiana De Los Ríos                    |
| 3       | Julián Arias                           | Rolando Patarroyo                      | Rolando Patarroyo                      |
| 4       | Julián Arias                           | Maryluz López                          | Julián Arias                           |
| 5       | George Monti                           | Carolina Trujillo                      | Carolina Trujillo                      |

| Etapa 2 | Etapa 2                                | Etapa 2                                | Etapa 2                                | Etapa 2                                |
| Semana  | Participantes (Orden según nominación) | Participantes (Orden según nominación) | Participantes (Orden según nominación) | Participantes (Orden según nominación) |
| Semana  | Participante 1                         | Participante 2                         | Participante 3 (Peregrino)             | Eliminado                              |
| ------- | -------------------------------------- | -------------------------------------- | -------------------------------------- | -------------------------------------- |
| 6       | Marlon Restrepo (٭)                    | Jonathan Hurtado                       |                                        |                                        |
| 7       | Faustino Asprilla                      | Julián Arias                           | Marlon Restrepo (٭)                    | Julián Arias                           |
| 8       | Tatiana Rueda                          | Jonathan Hurtado (٭)                   | Marlon Restrepo                        | Tatiana Rueda                          |
| 9       | George Monti                           | Tatiana De Los Ríos (٭)                | Jonathan Hurtado                       | Jonathan Hurtado                       |
| 10      | Tatiana Rueda (٭)                      | Juan David Posada                      | Tatiana De Los Ríos                    | Tatiana De Los Ríos                    |
| 11      | Marlon Restrepo                        | Jonathan Cure                          | Tatiana Rueda (٭)                      | Marlon Restrepo                        |
| 12      | Hanny Mendoza                          | Vanessa Posada (٭)                     | Tatiana Rueda                          | Tatiana Rueda                          |
| 13      | George Monti                           | Hassam Gómez                           | Vanessa Posada                         | Hassam Gómez                           |

(٭) El participante acepta el Reto del Peregrino.
Fusión
| 14 | Maryluz López           | Juan David Posada | Juan David Posada       |
| 15 | Paula Andrea Betancourt | George Monti      | George Monti            |
| 16 | Dawis Martínez          | Jonathan Cure     | Jonathan Cure           |
| 17 | Maryluz López           | Vanessa Posada    | Maryluz López           |
| 18 | Paula Andrea Bentacourt | Hanny Mendoza     | Paula Andrea Bentacourt |
| 19 | Hanny Mendoza           | Dawis Martínez    | Hanny Mendoza           |

1. 1 2 3  El participante regresa al desafío.
2. ↑  El participante Alejandro fue expulsado en esa semana.
3. ↑  La participante Tatiana A. renunció en esa semana.
4. ↑  Los participantes compiten después de haber cumplido el Reto del Peregrino.

#### Reto del Peregrino
En la Etapa 2 el participante que pierda el Desafío a Muerte tiene la opción de aceptar el reto del peregrino el cual consiste en sobrevivir en la India sin dinero, comida, transporte ni hospedaje y solo estará acompañado por un camarógrafo además deberá cumplir unas misiones determinadas, si el participante logra cumplir el reto volverá al siguiente Desafío a Muerte para luchar por su permanencia y lograr regresar al juego. Si el participante no logra llegar al Desafío a Muerte o decide renunciar al reto este quedará automáticamente eliminado.
| Semana y Participante   | Lugar       | Misiones | Resultado | Resultado  |
| ----------------------- | ----------- | --- | --------- | ---------- |
| 7. y 8. Marlon Restrepo | Nueva Delhi | 1. Conseguir una joya auténtica de una mujer india en el mercado Sadar Bazaar.                                                             |           | Completado |
| 7. y 8. Marlon Restrepo | Nueva Delhi | 2. Recorrer los últimos pasos de Gandhi en el Gandhi Memorial. Traer una frase escrita por él.                                             |           | Completado |
| 7. y 8. Marlon Restrepo | Nueva Delhi | 3. Tomarse una fotografía con un indio y un extranjero en la tumba de Humayun.                                                             |           | Completado |
| 7. y 8. Marlon Restrepo | Calcuta     | 1. Tomarse una foto con dos hermanas de la caridad de la Madre Teresa de Calcuta.                                                          |           | Completado |
| 7. y 8. Marlon Restrepo | Calcuta     | 2. Recolectar agua de un lago del Victoria Memorial.                                                                                       |           | Completado |
| 7. y 8. Marlon Restrepo | Calcuta     | 3. Conseguir flores de cuatro diferentes colores en el mercado Mallick Ghat y hacer un collar para Margarita.                              |           | Completado |
| 9. Jonathan Hurtado     | Bangalore   | 1. Conseguir una Pulsera bendecida en el Shiv Mandir Temple para regalársela a Margarita.                                                  |           | Completado |
| 9. Jonathan Hurtado     | Bangalore   | 2. Conseguir una hoja del Árbol sembrado por Indira Gandhi en el Lalbagh Botanical Garden.                                                 |           | Completado |
| 9. Jonathan Hurtado     | Bangalore   | 3. Tomarle una foto al tigre blanco en el Bannerghatta National Park.                                                                      |           | Completado |
| 10. Tatiana De Los Ríos | Rajasthan   | 1. Conseguir una semilla mordisqueada por un ratón, es un buen augurio en India, en el Karni Mata Temple.                                  |           | Completado |
| 10. Tatiana De Los Ríos | Rajasthan   | 2. Tomarse una foto en el fuerte Junagarh, allí debe vestir alguna prenda típica de la India.                                              |           | Completado |
| 10. Tatiana De Los Ríos | Rajasthan   | 3. Conseguir un tiquete de tren que es la evidencia del inicio de la travesía.                                                             |           | Completado |
| 11. y 12. Tatiana Rueda | Benarés     | 1. Conseguir un Mala (un rosario budista) y bendecirlo al estilo de los peregrinos visitando el Dhamekh Stupa y la estatua del Templo Tai. |           | Completado |
| 11. y 12. Tatiana Rueda | Benarés     | 2. Asistir al ritual Aarti en el Ghat Desaswamedh del río Ganges y conseguir la bendición de un Sadhu y allí tomarse una foto con él.      |           | Completado |
| 11. y 12. Tatiana Rueda | Benarés     | 3. Darse un baño purificador en el rio Ganges y traer como prueba a Margarita una botella con un poco de esta agua sagrada.                |           | Completado |
| 11. y 12. Tatiana Rueda | Madurai     | 1. Tomar una fotografía con cuatro torres del templo Meenakshi.                                                                            |           | Completado |
| 11. y 12. Tatiana Rueda | Madurai     | 2. Traer una campana de Elefante del templo Meenaskshi.                                                                                    |           | Completado |
| 11. y 12. Tatiana Rueda | Madurai     | 3. Conseguir la fruta tradicional de la India llamada Amla.                                                                                |           | Completado |
| 13. Vanessa Posada      | Ooty        | 1. Tomarse una foto al alcanzar el pico más alto de Tamil Nadu, el Doddabetta Peak, que se encuentra a 2.633 metros de altura.             |           | Completado |
| 13. Vanessa Posada      | Ooty        | 2. Conseguir para Margarita un Muffler, prenda típica elaborada por la tribu Toda.                                                         |           | Completado |
| 13. Vanessa Posada      | Ooty        | 3. Aprender el proceso del té en una zona de plantación y como prueba llevarle una bolsa del mismo producto a Margarita.                   |           | Completado |

## Recompensas

### Recompensas del desafío

#### Recompensas del Desafió de Territorial/Capitanes
Desde la etapa 1 y 2 las recompensas del desafío son obtenidas a partir de ganar pruebas territoriales y/o de capitanes.
| Semana  | Prueba en donde se obtuvo la recompensa | Recompensa                                     | Equipo     | Participantes Beneficiados            |
| Etapa 1 | Etapa 1                                 | Etapa 1                                        | Etapa 1    | Etapa 1                               |
| ------- | --------------------------------------- | ---------------------------------------------- | ---------- | ------------------------------------- |
| 1       | Territorial                             | Cena hindú al estilo tradicional               | Cocodrilos | Todos                                 |
| 2       | Territorial                             | Fiesta Holi                                    | Cocodrilos | Todos                                 |
| 3       | Capitanes                               | Viaje a Kochi y noche de rumba                 | Tigres     | Todos                                 |
| 4       | Territorial                             | Viaje a Auroville                              | Cocodrilos | Todos                                 |
| 4       | Capitanes                               | Comida y paseo en Autorickshaw                 | Elefantes  | Todos                                 |
| 5       | Territorial                             | Viaje a Bombay                                 | Elefantes  | Todos                                 |
| 5       | Capitanes                               | Comida y spa                                   | Cocodrilos | Pierine, Tatiana A. y Carolina        |
| Etapa 2 |                                         |                                                |            |                                       |
| 6       | Territorial                             | Asistir a un Matrimonio Hindú                  | Águilas    | Todos                                 |
| 6       | Capitanes                               | Cena                                           | Cobras     | Todos                                 |
| 6       | Capitanes                               | Cena                                           | Cobras     | Pierine                               |
| 7       | Territorial                             | Viaje al Taj Mahal                             | Águilas    | Todos                                 |
| 7       | Capitanes                               | Ritual de Sanación                             | Cobras     | Vanessa, Maryluz, Jonathan C. y Dawis |
| 8       | Territorial                             | Viaje a los templos de Tamil Nadu              | Cobras     | Todos                                 |
| 8       | Capitanes                               | Noche de Fiesta                                | Águilas    | Todos                                 |
| 8       | Capitanes                               | Noche de Fiesta                                | Águilas    | Dawis y Hassam                        |
| 9       | Territorial                             | Meditación y Yoga                              | Cobras     | Todos                                 |
| 9       | Capitanes                               | Noche en un Hotel                              | Águilas    | George y Pierine                      |
| 9       | Capitanes                               | Noche en un Hotel                              | Águilas    | Vanessa y Maryluz                     |
| 10      | Territorial                             | Entrenamiento y juego de Criquet               | Águilas    | Todos                                 |
| 10      | Capitanes                               | Ritual de Sanación Ayurveda                    | Águilas    | Hanny, Vanessa y Paula                |
| 11      | Territorial                             | Noche de Baile                                 | Cobras     | Todos                                 |
| 11      | Capitanes                               | Cena                                           | Águilas    | Juan David y Paula                    |
| 12      | Territorial                             | Lecciones de cocina para preparar comida hindú | Águilas    | Todos                                 |
| 12      | Capitanes                               | Salir de compras en el mercado de Mamallapuram | Cobras     | Todos                                 |
| 13      | Territorial                             | Viaje a Nueva Delhi                            | Cobras     | Todos                                 |
| 13      | Capitanes                               | Viaje a Nueva Delhi                            | Cobras     | Todos                                 |

#### Recompensas del Desafío del Hambre
A partir de la Fusión los participantes compiten en el Desafío del Hambre donde podrán obtener como recompensa alguna comida, el número determinado de competidores asignados por la producción que terminen primero la prueba obtienen la recompensa.
| Etapa de Fusión | Etapa de Fusión                                                | Etapa de Fusión | Etapa de Fusión                   |
| Semana          | Recompensa                                                     | Equipo          | Participantes Beneficiados        |
| --------------- | -------------------------------------------------------------- | --------------- | --------------------------------- |
| 14              | Hamburguesas y Bebidas                                         | Ratas           | Jonathan C., Maryluz y Juan David |
| 15              | Pizza y Gaseosa                                                | Ratas           | Vanessa, George y Dawis           |
| 16              | Comida en un restaurante de Chenai                             | Ratas           | Jonathan C., Dawis y Pierine (*)  |
| 17              | Banquete de alimentos dulces                                   | Ratas           | Vanessa y Hanny                   |
| 18              | Desayuno Colombiano                                            | Ratas           | Dawis y Pierine                   |
| 19              | Recolectar $100.000.000 en 30 segundos ($68.000.000 alcanzado) | Ratas           | Dawis Martínez                    |

(*) Fue invitada por el ganador del desafío del hambre.

### Recompensa por Comercializar

#### Oportunidades Villenbour
En la etapa 1, los participantes que estén Villenbour tendrán la oportunidad de trabajar para conseguir dinero u otro beneficio.
| Etapa 1 | Etapa 1                  | Etapa 1               | Etapa 1                 | Etapa 1         | Etapa 1         |
| Semana  | Oportunidad              | Recompensa            | Representante 1         | Representante 2 | Representante 3 |
| ------- | ------------------------ | --------------------- | ----------------------- | --------------- | --------------- |
| 1       | Recolección de Maní      | Bandeja con alimentos | Tatiana De Los Ríos     | Akemi Nakamura  |                 |
| 2       | Venta de Sandías y Yacas | ₹ 307                 | Paula Andrea Betancourt | Hassam Gómez    |                 |
| 3       | Trabajo con Vacas        | Alimentos             | Faustino Asprilla       | Tatiana Arango  | Jonathan Cure   |
| 4       | Tallar Rocas             | ₹ 500                 | George Monti            | Vanessa Posada  |                 |
| 5       | Lavar y Planchar Ropa    | ₹ 400                 | Faustino Asprilla       | Dawis Martínez  |                 |

### Mensaje de Casa
Cada semana de la Etapa 1, un participante del equipo ganador del desafío de salvación y del desafío final tiene derecho a recibir un mensaje de casa. El participante que reciba el mensaje será escogido por el capitán de su equipo. A partir de la Etapa 2 un participante del equipo ganador del desafío de salvación recibirá el mensaje. En algunas ocasiones el participante es escogido por la producción. En la Fusión el participante que gane el Desafío de Salvación podrá hacer una llamada a Colombia.
| Semana          | Participante      | Tipo de Mensaje | Equipo     |
| Etapa 1         | Etapa 1           | Etapa 1         | Etapa 1    |
| --------------- | ----------------- | --------------- | ---------- |
| 1               | Maryluz López     | Video           | Elefantes  |
| 2               | Paula Andrea      | Video           | Elefantes  |
| 3               | Tatiana Arango    | Video           | Cocodrilos |
| 4               | Pierine Peñaranda | Video           | Cocodrilos |
| 5               | Hassam Gómez      | Video           | Elefantes  |
| 5               | George Monti (*)  | Video           | Tigres     |
| Etapa 2         |                   |                 |            |
| 6               | Juan David Posada | Video           | Águilas    |
| 7               | Tatiana Rueda     | Video           | Cobras     |
| 8               | Hanny Mendoza     | Video           | Águilas    |
| 9               | Dawis Martínez    | Video           | Cobras     |
| 10              | Marlon Restrepo   | Video           | Cobras     |
| 11              | Vanessa Posada    | Video           | Águilas    |
| 12              | Jonathan Cure     | Video           | Cobras     |
| 13              | Dawis Martínez    | Llamada         | Águilas    |
| Etapa de Fusión |                   |                 |            |
| 14              | Jonathan Cure     | Llamada         | Ratas      |
| 15              | Dawis Martínez    | Llamada         | Ratas      |
| 16              | Maryluz López     | Llamada         | Ratas      |
| 17              | Dawis Martínez    | Llamada         | Ratas      |
| 18              | Vanessa Posada    | Llamada         | Ratas      |

(*) El participante recibe un mensaje de casa guardado desde su anterior participación en el Desafío.

## Eximiciones o retiros
| Tigres | Elefantes    | Cocodrilos                             | Tigres                                               | Elefantes | Cocodrilos                       | Tigres                                            | Elefantes     | Cocodrilos |                   |
| 1      | Julián Arias | Hassam Gómez                           | Jonathan Cure                                        |           |                                  |                                                   |               |            | No participan     |
| 2      |              | Juan David Posada                      | Jonathan Cure                                        |           | Rolando Patarroyo                | Faustino Asprilla                                 | No participan |            |                   |
| 3      |              | Juan David Posada y Maryluz López      | Carolina Trujillo y Faustino Asprilla                |           | Juan David Posada y Hassam Gómez | Pierine Peñaranda y Jonathan Hurtado              | No participan |            |                   |
| 4      |              | Paula Andrea Bentacourt                | Faustino Asprilla y Tatiana Arango                   |           | Hassam Gómez                     | Faustino Asprilla y Jonathan Hurtado              | No participan |            | Faustino Asprilla |
| 5      |              | Paula Andrea Bentacourt y Hassam Gómez | Dawis Martínez, Faustino Asprilla y Jonathan Hurtado |           | Hanny Mendoza y Maryluz López    | Faustino Asprilla, Dawis Martínez y Jonathan Cure | No participan |            | Dawis Martínez    |

| Semana | Desafío Territorial                         | Desafío Territorial | Desafío de Salvación | Desafío de Salvación |
| Semana | Equipos                                     | Equipos             | Equipos              | Equipos              |
| ------ | ------------------------------------------- | ------------------- | -------------------- | -------------------- |
| Semana | Águilas                                     | Cobras              | Águilas              | Cobras               |
| 6      |                                             |                     |                      |                      |
| 7      | Juan David Posada                           |                     | George Monti         |                      |
| 8      |                                             |                     | Faustino Asprilla    | Vanessa Posada       |
| 9      | Faustino Asprilla y Paula Andrea Betancourt | Marlon Restrepo     | Tatiana De Los Ríos  |                      |
| 10     |                                             |                     |                      |                      |
| 11     |                                             | Jonathan Cure       |                      | Marlon Restrepo      |
| 12     |                                             |                     |                      |                      |
| 13     |                                             | Pierine Peñaranda   |                      | George Monti         |

| Semana | Desafío de Salvación                                   |        |
| Semana | Equipo                                                 | Equipo |
| ------ | ------------------------------------------------------ | ------ |
| Semana | Ratas                                                  |        |
| 14     | Paula Andrea Bentacourt, Hanny Mendoza y Maryluz López |        |
| 15     | Jonathan Cure y Paula Andrea Betancourt                |        |
| 15     | Pierine Peñaranda y Maryluz López                      |        |
| 16     | Jonathan Cure y Pierine Peñaranda                      |        |
| 17     | Hanny Mendoza y Pierine Peñaranda                      |        |
| 18     | Hanny Mendoza                                          |        |
| 19     |                                                        |        |

     Es eximido para igualar el número de participantes en un equipo.
     Se retira en medio de la prueba.
     No compite por decisión de la producción.
     No compite por estar sentenciado.
     No compite por accidente o enfermedad.
     No compite por perder el juego de pre-salvación.

## Final

### Batalla final
La batalla final se llevó a cabo el día 25 de septiembre de 2015, donde participaron los semifinalistas en competencia. El perdedor de la prueba fue automáticamente eliminado y los dos restantes pasaron a ser los dos grandes finalistas del Desafío India.
| Semifinalistas    | Finalistas        |
| ----------------- | ----------------- |
| Vanessa Posada    | Vanessa Posada    |
| Pierine Peñaranda | Pierine Peñaranda |
| Dawis Martínez    |                   |

### Gran final
La gran final se llevó a cabo el día 28 de septiembre de 2015, donde los 2 finalistas se enfrentaron al veredicto del público mediante votos en la página web oficial del programa. La gala fue emitida desde Bogotá, Colombia. La ganadora obtuvo un premio de 600 millones de pesos de igual manera la segunda también obtuvo un premio de 100 millones de pesos.
| Finalistas        | Ganadora       |
| ----------------- | -------------- |
| Vanessa Posada    | Vanessa Posada |
| Pierine Peñaranda | Vanessa Posada |

## Premios"Desafío 2015"
| Categoría               | Nominado N.º 1                    | Nominado N.º 1                    | Nominado N.º 2                     | Nominado N.º 2                     | Nominado N.º 3                     | Nominado N.º 3                     | Nominado N.º 4                    | Nominado N.º 4                    | Nominado N.º 5   | Nominado N.º 5   | Ganador                           | Ganador                           |
| ----------------------- | --------------------------------- | --------------------------------- | ---------------------------------- | ---------------------------------- | ---------------------------------- | ---------------------------------- | --------------------------------- | --------------------------------- | ---------------- | ---------------- | --------------------------------- | --------------------------------- |
| Momento Más Divertido   | Tatiana Arango                    | Tatiana Arango                    | Faustino Asprilla                  | Faustino Asprilla                  | Hanny Mendoza                      | Hanny Mendoza                      | Hassam Gómez                      | Hassam Gómez                      | Jonathan Hurtado | Jonathan Hurtado | Hassam Gómez                      | Hassam Gómez                      |
| Mejor Peregrino         | Marlon Restrepo                   | Marlon Restrepo                   | Jonathan Hurtado                   | Jonathan Hurtado                   | Tatiana De Los Ríos                | Tatiana De Los Ríos                | Tatiana Rueda                     | Tatiana Rueda                     | Vanessa Posada   | Vanessa Posada   | Vanessa Posada                    | Vanessa Posada                    |
| Mejor Celebración       | Faustino Asprilla                 | Faustino Asprilla                 | Paula Andrea Betancourt            | Paula Andrea Betancourt            | George Monti                       | George Monti                       | Juan David Posada                 | Juan David Posada                 | Tatiana Rueda    | Tatiana Rueda    | Paula Andrea Betancourt           | Paula Andrea Betancourt           |
| Momento Más Emotivo     | George Monti                      | George Monti                      | Carolina Trujillo                  | Carolina Trujillo                  | Pierine Peñaranda                  | Pierine Peñaranda                  | Paula Andrea Betancourt           | Paula Andrea Betancourt           | Tatiana Arango   | Tatiana Arango   | Carolina Trujillo                 | Carolina Trujillo                 |
| Momento Más Tensionante | George Monti vs Alejandro Herrera | George Monti vs Alejandro Herrera | Jonathan Cure vs Carolina Trujillo | Jonathan Cure vs Carolina Trujillo | Jonathan Hurtado vs Tatiana Arango | Jonathan Hurtado vs Tatiana Arango | Faustino Asprilla vs Julián Arias | Faustino Asprilla vs Julián Arias |                  |                  | George Monti vs Alejandro Herrera | George Monti vs Alejandro Herrera |

En la gran final se premió con un automóvil nuevo al Gran Desafiante, quien fue escogido por todos los participantes mediante una votación abierta.
| Gran Desafiante   | Gran Desafiante |
| ----------------- | --------------- |
| Maryluz López     | 10 votos        |
| Dawis Martínez    | 9 votos         |
| Alejandro Herrera | 2 votos         |
| Jonathan Cure     | 1 voto          |
| Faustino Asprilla | 1 voto          |
| Hassam Gómez      | 1 voto          |

## Audiencia
| 25/05/2015 | Desafío Territorial                | 16.3 | Primero |
| 26/05/2015 | Desafío de Capitanes               | 15.4 | Primero |
| 27/05/2015 | Desafío de Salvación               | 14.0 | Primero |
| 28/05/2015 | Desafío Final                      | 11.5 | Segundo |
| 29/05/2015 | Desafío a Muerte                   | 12.1 | Primero |
| 01/06/2015 | Desafío Territorial                | 12.4 | Segundo |
| 02/06/2015 | Desafío de Capitanes               | 12.9 | Segundo |
| 03/06/2015 | Desafío de Salvación               | 9.1  | Cuarto  |
| 04/06/2015 | Desafío Final                      | 12.6 | Segundo |
| 05/06/2015 | Desafío a Muerte                   | 10.8 | Segundo |
| 09/06/2015 | Desafío Territorial                | 12.5 | Segundo |
| 10/06/2015 | Desafío de Capitanes               | 12.5 | Primero |
| 11/06/2015 | Continuación Desafío de Capitanes  | 13.7 | Primero |
| 12/06/2015 | Desafío de Salvación               | 10.9 | Segundo |
| 16/06/2015 | Desafío Final                      | 12.2 | Segundo |
| 18/06/2015 | Continuación Desafío Final         | 11.7 | Tercero |
| 19/06/2015 | Desafío a Muerte                   | 10.9 | Tercero |
| 22/06/2015 | Desafío Territorial                | 12.2 | Tercero |
| 23/06/2015 | Desafío de Capitanes               | 13.2 | Tercero |
| 24/06/2015 | Desafío de Salvación               | 13.0 | Segundo |
| 25/06/2015 | Desafío Final                      | 12.7 | Tercero |
| 26/06/2015 | Continuación Desafío Final         | 13.3 | Segundo |
| 30/06/2015 | Desafío a Muerte                   | 12.1 | Segundo |
| 01/07/2015 | Desafío Territorial                | 11.5 | Tercero |
| 02/07/2015 | Desafío de Capitanes               | 11.7 | Tercero |
| 03/07/2015 | Desafío de Salvación               | 11.2 | Segundo |
| 06/07/2015 | Desafío Final                      | 11.9 | Segundo |
| 07/07/2015 | Desafío a Muerte                   | 12.2 | Segundo |
| 08/07/2015 | Inicio de Prefusión                | 12.9 | Primero |
| 09/07/2015 | Desafío Territorial                | 13.4 | Segundo |
| 10/07/2015 | Desafío de Capitanes               | 11.6 | Segundo |
| 13/07/2015 | Desafío de Salvación               | 12.9 | Primero |
| 14/07/2015 | Desafío a Muerte                   | 12.2 | Tercero |
| 15/07/2015 | Desafío Territorial                | 11.7 | Tercero |
| 16/07/2015 | Desafío de Capitanes               | 11.4 | Tercero |
| 17/07/2015 | Continuación Desafío de Capitanes  | 11.6 | Segundo |
| 21/07/2015 | Desafío de Salvación               | 12.6 | Tercero |
| 22/07/2015 | Desafío a Muerte                   | 12.5 | Tercero |
| 23/07/2015 | Desafío Territorial                | 11.8 | Tercero |
| 24/07/2015 | Desafío de Capitanes               | 11.5 | Tercero |
| 27/07/2015 | Desafío de Salvación               | 12.5 | Tercero |
| 28/07/2015 | Desafío a Muerte                   | 12.7 | Tercero |
| 29/07/2015 | Desafío Territorial                | 11.6 | Tercero |
| 30/07/2015 | Desafío de Capitanes               | 12.5 | Tercero |
| 31/07/2015 | Desafío de Salvación               | 11.0 | Tercero |
| 03/08/2015 | Desafío a Muerte                   | 12.3 | Segundo |
| 04/08/2015 | Desafío Territorial                | 12.2 | Segundo |
| 05/08/2015 | Desafío de Capitanes               | 10.8 | Tercero |
| 06/08/2015 | Desafío de Salvación               | 11.5 | Segundo |
| 10/08/2015 | Desafío a Muerte                   | 11.9 | Primero |
| 11/08/2015 | Desafío Territorial                | 11.2 | Tercero |
| 12/08/2015 | Desafío de Capitanes               | 11.0 | Tercero |
| 13/08/2015 | Desafío de Salvación               | 11.9 | Tercero |
| 14/08/2015 | Desafío a Muerte                   | 11.4 | Tercero |
| 18/08/2015 | Desafío Territorial                | 12.5 | Segundo |
| 19/08/2015 | Desafío de Capitanes               | 10.9 | Tercero |
| 20/08/2015 | Desafío de Salvación               | 10.9 | Tercero |
| 21/08/2015 | Desafío a Muerte                   | 10.8 | Tercero |
| 24/08/2015 | Desafío Territorial                | 12.6 | Tercero |
| 25/08/2015 | Desafío de Capitanes               | 11.6 | Tercero |
| 26/08/2015 | Desafío de Salvación               | 12.5 | Tercero |
| 27/08/2015 | Desafío a Muerte                   | 12.8 | Segundo |
| 28/08/2015 | Inicio de Fusión                   | 10.8 | Segundo |
| 31/08/2015 | Desafío del Hambre y Pre-Salvación | 11.3 | Tercero |
| 01/09/2015 | Desafío de Salvación               | 11.8 | Tercero |
| 02/09/2015 | Desafío a Muerte                   | 11.8 | Tercero |
| 03/09/2015 | Desafío del Hambre y Pre-Salvación | 11.6 | Tercero |
| 04/09/2015 | Desafío de Salvación               | 11.0 | Segundo |
| 07/09/2015 | Desafío a Muerte                   | 11.7 | Tercero |
| 09/09/2015 | Desafío del Hambre y Pre-Salvación | 12.0 | Segundo |
| 10/09/2015 | Desafío de Salvación               | 11.8 | Segundo |
| 11/09/2015 | Desafío a Muerte                   | 11.4 | Segundo |
| 14/09/2015 | Desafío del Hambre y Pre-Salvación | 12.3 | Segundo |
| 15/09/2015 | Desafío de Salvación               | 11.8 | Tercero |
| 16/09/2015 | Desafío a Muerte                   | 13.6 | Segundo |
| 17/09/2015 | Desafío del Hambre y Pre-Salvación | 11.8 | Segundo |
| 18/09/2015 | Desafío de Salvación               | 11.1 | Segundo |
| 21/09/2015 | Desafío a Muerte                   | 13.3 | Segundo |
| 22/09/2015 | Desafío del Hambre                 | 12.1 | Segundo |
| 23/09/2015 | Desafío de Salvación               | 13.2 | Primero |
| 24/09/2015 | Desafío a Muerte                   | 11.7 | Tercero |
| 25/09/2015 | Gran Batalla Final                 | 12.5 | Segundo |
| 28/09/2015 | Gran Final                         | 14.4 | Segundo |

     Emisión más vista
     Emisión menos vista